# Inspekteur der Marine
Der Inspekteur der Marine (InspM) ist der oberste truppendienstliche Vorgesetzte der Teilstreitkraft Marine der Bundeswehr. Er untersteht dem Generalinspekteur der Bundeswehr. Seine Dienststelle ist das Marinekommando in Rostock. Die nachgeordneten Dienststellen der Marine werden durch die Leiter der zuständigen Fachabteilungen im Marinekommando geführt und sind dem Inspekteur nicht direkt unterstellt.

## Aufgabe und Funktion
Der Inspekteur bekleidet den Dienstgrad eines Vizeadmirals und hat einen Vertreter im gleichen Dienstgrad. Er ist Mitglied des Militärischen Führungsrats unter dem Vorsitz des Generalinspekteurs. Außerdem repräsentiert er die Marine nach außen unter anderem im Rahmen der Chiefs of European Navies.

## Geschichte
Seit 2012 hat der Inspekteur der Marine seinen Dienstsitz im Marinekommando in Rostock.
Von 1956 bis 2012 war der Inspekteur der Marine zugleich Abteilungsleiter im Bundesministerium der Verteidigung; die ihm unterstellte Abteilung war der Führungsstab der Marine. In seiner Verantwortung für die personelle und materielle Einsatzbereitschaft der Marine war er dem Bundesminister der Verteidigung unmittelbar unterstellt.
In der Marine waren dem Inspekteur die höheren Kommandobehörden unterstellt, deren Anzahl und Bezeichnungen sich im Lauf der Zeit veränderten.
Von 1974 bis 2001 gab es mit dem Flottenkommando, dem Marineamt und dem Marineunterstützungskommando drei höhere Kommandobehörden, seit der Außerdienststellung des Marineunterstützungskommandos 2001 nur noch zwei. Beide wurden im Zuge der Neuausrichtung der Marine aufgelöst.
Der bisher am längsten amtierende Inspekteur war Andreas Krause, der das Amt 2339 Tage innehatte, die kürzeste Amtszeit entfiel auf Kay-Achim Schönbach mit 304 Tagen.

## Inspekteure
| Nr. | Name                               | Beginn der Amtszeit | Ende der Amtszeit |
| --- | ---------------------------------- | ------------------- | ----------------- |
| 17. | Vizeadmiral Jan Christian Kaack    | 22. Jan. 2022 (1)   |                   |
| 16. | Vizeadmiral Kay-Achim Schönbach    | 24. März 2021       | 22. Jan. 2022     |
| 15. | Vizeadmiral Andreas Krause         | 28. Okt. 2014       | 24. März 2021     |
| 14. | Vizeadmiral Axel Schimpf (2)       | 28. Apr. 2010       | 28. Okt. 2014     |
| 13. | Vizeadmiral Wolfgang E. Nolting    | Mai 2006            | 28. Apr. 2010     |
| 12. | Vizeadmiral Lutz Feldt             | März 2003           | Apr. 2006         |
| 11. | Vizeadmiral Hans Lüssow            | Okt. 1998           | Feb. 2003         |
| 10. | Vizeadmiral Hans-Rudolf Boehmer    | Apr. 1995           | Sep. 1998         |
| 09. | Vizeadmiral Hein-Peter Weyher      | Okt. 1991           | Apr. 1995         |
| 08. | Vizeadmiral Hans-Joachim Mann      | Okt. 1986           | Sep. 1991         |
| 07. | Vizeadmiral Dieter Wellershoff (3) | Apr. 1985           | Sep. 1986         |
| 06. | Vizeadmiral Ansgar Bethge          | Apr. 1980           | März 1985         |
| 05. | Vizeadmiral Günter Luther (4)      | Apr. 1975           | März 1980         |
| 04. | Vizeadmiral Heinz Kühnle           | Okt. 1971           | März 1975         |
| 03. | Vizeadmiral Gert Jeschonnek        | Okt. 1967           | Sep. 1971         |
| 02. | Vizeadmiral Karl-Adolf Zenker      | Aug. 1961           | Sep. 1967         |
| 01. | Vizeadmiral Friedrich Ruge (5)     | Juni 1956           | Aug. 1961         |

## Stellvertreter und Chefs des Stabes Führungsstab der Marine
| Nr. | Name                                | Beginn der Amtszeit | Ende der Amtszeit | Anmerkungen                                                                          |
| --- | ----------------------------------- | ------------------- | ----------------- | ------------------------------------------------------------------------------------ |
| 19  | Konteradmiral Heinrich Lange        | Mai 2009            | März 2012         |                                                                                      |
| 18  | Konteradmiral Hans-Jochen Witthauer | Januar 2008         | Mai 2009          |                                                                                      |
| 17  | Konteradmiral Axel Schimpf          | Dezember 2004       | Januar 2008       | später Inspekteur der Marine                                                         |
| 16  | Konteradmiral Jörg Auer             | Oktober 2000        | Oktober 2004      |                                                                                      |
| 15  | Konteradmiral Bernd Heise           | April 1997          | September 2000    |                                                                                      |
| 14  | Konteradmiral Klaus Jancke          | April 1995          | März 1997         |                                                                                      |
| 13  | Konteradmiral Dirk Horten           | April 1993          | April 1995        |                                                                                      |
| 12  | Konteradmiral Hans-Rudolf Boehmer   | Oktober 1991        | März 1993         | später Inspekteur der Marine                                                         |
| 11  | Konteradmiral Dieter Franz Braun    | April 1988          | September 1991    |                                                                                      |
| 10  | Konteradmiral Hein-Peter Weyher     | April 1985          | März 1988         | später Inspekteur der Marine                                                         |
| 9   | Konteradmiral Dieter Wellershoff    | April 1984          | März 1985         | anschließend Inspekteur der Marine und anschließend Generalinspekteur der Bundeswehr |
| 8   | Konteradmiral Hanshermann Vohs      | April 1980          | März 1984         |                                                                                      |
| 7   | Konteradmiral Ansgar Bethge         | Oktober 1976        | März 1980         | anschließend Inspekteur der Marine                                                   |
| 6   | Konteradmiral Horst von Schroeter   | Oktober 1971        | September 1976    |                                                                                      |
| 5   | Konteradmiral Heinz Kühnle          | Oktober 1969        | September 1971    |                                                                                      |
| 4   | Konteradmiral Erich Topp            | Oktober 1966        | September 1969    |                                                                                      |
| 3   | Konteradmiral Karl Hetz             | April 1963          | September 1966    |                                                                                      |
| 2   | Flottillenadmiral Alfred Schumann   | Juni 1961           | März 1963         |                                                                                      |
| 1   | Konteradmiral Gerhard Wagner        | Juni 1956           | Mai 1961          |                                                                                      |

## Stellvertreter Inspekteur der Marine und Befehlshaber der Flotte und Unterstützungskräfte
| Nr. | Name                              | Beginn der Amtszeit | Ende der Amtszeit | Anmerkungen                        |
| --- | --------------------------------- | ------------------- | ----------------- | ---------------------------------- |
| 5   | Vizeadmiral Frank Martin Lenski   | seit März 2022      | seit März 2022    |                                    |
| 4   | Konteradmiral Jan Christian Kaack | September 2021      | Januar 2022       | anschließend Inspekteur der Marine |
| 3   | Vizeadmiral Rainer Brinkmann      | Oktober 2014        | September 2021    |                                    |
| 2   | Vizeadmiral Andreas Krause        | Juli 2013           | Oktober 2014      | anschließend Inspekteur der Marine |
| 1   | Vizeadmiral Heinrich Lange        | April 2012          | Juli 2013         |                                    |